# Höhenfeuer (Film)
Höhenfeuer ist ein Film des Schweizer Filmemachers Fredi M. Murer aus dem Jahr 1985. Es ist sein bekanntester sowie der zweiterfolgreichste Schweizer Film der 1980er-Jahre. In langsamen und kraftvollen Bildern und mit knappen Dialogen erzählt Murer die Geschichte einer isoliert lebenden Familie, die in ihrer Konsequenz an eine griechische Tragödie erinnert. Der Film wurde wiederholt zum besten Schweizer Film «aller Zeiten» gewählt.

## Inhalt
Auf einem abgelegenen Bergbauernhof in der Zentralschweiz lebt eine Familie: Vater, Mutter, die Tochter Belli sowie der seit Geburt gehörlose Sohn, der im Film nur «Bueb» genannt wird, was auf Schweizerdeutsch «Junge» bedeutet. Belli wäre gerne Lehrerin geworden, muss aber ihren Bruder unterrichten. Auf der gegenüberliegenden Talseite wohnen die Eltern der Mutter, kommuniziert wird mit dem Feldstecher und einem einfachen Zeichensystem. Nachbarn gibt es keine.
Als Strafe für eine im jugendlichen Übermut begangene Tat wird der Sohn vom Vater auf eine hoch gelegene Alp verbannt, die er zu seinem eigenen Reich ausbaut. Als ihn dort seine Schwester besucht, werden sie zum Liebespaar.
Der Junge kommt wieder auf den Hof zurück, sucht und findet wieder die Nähe seiner Schwester. Als Bellis Schwangerschaft offensichtlich wird, kommt es zur Katastrophe: Der Vater gerät ausser sich vor Wut, nimmt seine Jagdflinte und lädt diese mit zwei Patronen. Die Mutter stellt sich schützend zwischen ihn und Belli. Plötzlich kommt der Sohn von hinten und reisst den Vater zu Boden. Im Gerangel löst sich ein Schuss, der den Vater tötet. Unmittelbar darauf bricht auch die Mutter zusammen und stirbt. Belli und ihr Bruder legen die toten Eltern in ein Grab im Schnee, hängen als Nachricht für die Grosseltern ein russgeschwärztes Leintuch vors Haus und übernehmen die seit Jahrhunderten gleich gebliebenen Arbeiten auf dem Hof.

## Kritiken
«Ein ethnologisch genau beobachtender Film, der fernab von jeder Postkartenidylle auf sensible, beeindruckende Weise den Bergbauern-Alltag beschreibt.» (Filmdienst).
«Die Irritation, daß man mit dem Wissen und den Weisheiten eines selbstsicheren Lebens diesem Dasein zwischen den hermetischen Bergen nicht gerecht werden kann, macht die erstaunliche Dimension des Films aus.» (Franz Everschor).
Die Welt (1. Februar 1986) charakterisiert den Film als Erzählung vom «sprachlosen Leben in den Bergen». Die Frankfurter Allgemeine Zeitung urteilt in ihrer Ausgabe vom 4. Februar 1986, Murer habe «mit einem Geniestreich die Grenze zwischen Experimental- und Spielfilm verwischt».

## Auktoriale Ausdeutung
Murer stellt einen Bezug zur antiken Tragödie her. Er habe auch immer «den Himmel wegradiert, die Bergspitzen weggeschnitten» und sich damit der «Schokoladenbildhaltung» entgegengesetzt. In einer Einstellung erhebt sich der Bauernhof wie eine Insel aus einem Meer von Wolken, zu der Murer sagt, «diese Geschichte könnte sich zwischen Island und Japan überall ereignen».

## Erfolge
- Am Internationalen Filmfestival von Locarno erhielt Höhenfeuer 1985 den Goldenen Leoparden und den Preis der Ökumenischen Jury.
- Höhenfeuer wurde in 14 Ländern gezeigt und wurde vor allem in Japan zu einem grossen Erfolg.
- Höhenfeuer war die Schweizer Einreichung für den Oscar als bester fremdsprachiger Film 1986.